# Stag
Albums de Melvins
Stoner Witch
(1994) Honky
(1997)
Stag est un album des Melvins sorti le 15 juillet 1996 chez Atlantic Records

## Pistes
1. The Bit (paroles: Osborne; musique: Crover) – 4:45
2. Hide (paroles/musique: Osborne) – 0:50
3. Bar-X-The Rocking M (paroles: Osborne; musique: Crover/Deutrom/Osborne) – 2:24
4. Yacobs Lab (musique: Deutrom) – 1:17
5. The Bloat (paroles/musique: Osborne) – 3:41
6. Tipping The Lion (paroles/musique: Osborne) – 3:48
7. Black Bock (paroles/musique: Osborne) – 2:43
8. Goggles (musique: Crover/Deutrom/Osborne) – 6:30
9. Soup (musique: Crover/Deutrom/Osborne) – 2:39
10. Buck Owens (paroles/musique: Osborne) – 3:11
11. Sterilized (paroles: Osborne; musique: Crover/Deutrom/Osborne) – 3:30
12. Lacrimosa (paroles: Deutrom; musique: Crover/Deutrom/Osborne) – 4:40
13. Skin Horse (paroles/musique: Osborne) – 5:16
14. Captain Pungent (paroles/musique: Osborne) – 2:21
15. Berthas (paroles/musique: Osborne) – 1:25
16. Cottonmouth (paroles/musique: Crover) – 1:56

## Personnel
- Melvins - Musiciens, Producteurs
  - King Buzzo - Guitare, chant, tous les instruments sur la piste 2, moog sur la piste 9, basse sur la piste 11, batterie sur la piste 12
  - Mark D - Basse, tous les instruments sur la piste 4, moog sur la piste 9, guitare baryton & piano sur la piste 13, guitare sur les pistes 1, 3, 5-7, 11-13
  - Dale C - Batterie, percussion, sitar sur la piste 1, guitare sur les pistes 1 & 11, bongos sur la piste 7, moog sur la piste 9, tous les instruments sur la piste 16
- Dirty Walt - Trombone à pistons sur la piste 3
- Mac Mann - Orgue & piano sur la piste 3
- Garth Richardson - Ingénieur du son, producteur, chant sur la piste 7
- Dr. Beat - moog sur la piste 9
- Bill Bartell - Guitare sur la piste 11
- Mackie Osborne - Illustration & design, batterie sur la piste 12
- Joe Barresi - Ingénieur du son, producteur
- Alex Newport - Ingénieur du son, producteur
- Chris Kozlowski - Ingénieur du son, producteur
- Stephen Marcussen - Mastering
- Ron Boustead - Mastering
- David Lefkowitz - Management & Fan club

## Charts

### Album
Billboard (Amérique du Nord)
| Année | Chart       | Position |
| ----- | ----------- | -------- |
| 1996  | Heatseekers | 33       |

## Sources
- (en) Cet article est partiellement ou en totalité issu de l’article de Wikipédia en anglais intitulé « Stag (Melvins album) » (voir la liste des auteurs).